# Chiesa di San Floriano (Reggio Emilia)
La chiesa di San Floriano  è la parrocchiale che si trova in via Fleming a Villa Gavassa, frazione di Reggio Emilia. Appartiene al vicariato Urbano di Reggio Emilia della diocesi di Reggio Emilia-Guastalla.

## Storia
La chiesa viene citata per la prima volta in un documento del 1171 come dipendenza dei canonici di Reggio. Fu ampliata nel XV secolo, una volta elevata a dignità di chiesa parrocchiale. Restaurata nel 1575, nel 1615 fu ricostruita da Camillo Galliera, mentre la chiesa moderna, disegnato da Andrea Tarabusi, è del 1833-1839. Nel 1652 vi fece visita il cardinale Rinaldo d'Este.

## Descrizione
Presenta una facciata a capanna con un portale privo di ornamenti o decorazioni sormontato da un oculo. All'interno vi è una statua che raffigura la Madonna del Rosario, collocata in un'ancona circondata dagli affreschi dei Quindici Misteri dipinti nel 1615. Vi è conservato inoltre un gruppo di sculture, realizzate dal Guaitini, del 1745. L'altare, in marmo, è del 1950. Alle sue spalle vi è il quadro, di Pellizzi, raffigurante San Floriano con Sant'Antonio Abate. La torre campanaria, ricostruita nel'900, è snella e presenta una cella a bifore. Tra il 2008 e il 2010 la chiesa è stata nuovamente ristrutturata, con l'aggiunta al suo fianco di una nuova aula liturgica.